# مدرسة بافاريا الدولية
مدرسة بافاريا الدولية هي مدرسة دولية خاصة تقع في بافاريا, ألمانيا.

## الروابط الخارجية
1. ↑  International school teachers strike in Munich - The Local نسخة محفوظة 26 فبراير 2017 على موقع واي باك مشين.

- School website